# 18 februari
18 februari är den 49:e dagen på året i den gregorianska kalendern. Det återstår 316 dagar av året (317 under skottår).

## Återkommande bemärkelsedagar

### Nationaldagar
- Gambias nationaldag (till minne av självständigheten från Storbritannien 1965)

## Namnsdagar

### I den svenska almanackan
- Nuvarande – Frida och Fritiof
- Föregående i bokstavsordning
  - Concordia – Namnet infördes, till minne av en kvinnlig martyr i Rom på 200-talet, på dagens datum 1708, och fanns där fram till 1901, då det utgick.
  - Frida – Namnet infördes på dagens datum 1901 och har funnits där sedan dess.
  - Fride – Namnet infördes på dagens datum 1986, men utgick 1993.
  - Fritiof – Namnet infördes 1901 på 30 maj. Där fanns det till 2001, då det flyttades till dagens datum.
  - Fritz – Namnet infördes 1986, men då på 14 januari. 1993 flyttades det till dagens datum och 2001 till 18 juli.
  - Frode – Namnet infördes på dagens datum 1986, men utgick 1993.
  - Konstantin – Namnet fanns på dagens datum före 1708, då det flyttades till 21 maj och har funnits där sedan dess.
- Föregående i kronologisk ordning
  - Före 1708 – Konstantin
  - 1708–1900 – Concordia
  - 1901–1985 – Frida
  - 1986–1992 – Frida, Fride och Frode
  - 1993–2000 – Frida, och Fritz
  - Från 2001 – Frida och Fritiof
- Källor
  - Brylla, Eva (red.): Namnlängdsboken, Norstedts ordbok, Stockholm, 2000. ISBN 91-7227-204-X
  - af Klintberg, Bengt: Namnen i almanackan, Norstedts ordbok, Stockholm, 2001. ISBN 91-7227-292-9

### Finlandssvenska almanackan
- Nuvarande från 1929[1] – Tyra
- I föregående revideringar[a][2]
  - inga ändringar sedan 1929

## Händelser
- 1861 – Politikern Jefferson Davis installeras som Amerikas konfedererade staters (CSA) president, två veckor efter att sju utbrytarstater ur USA har grundat den nya staten. Davis blir CSA:s ende president och innehar endast posten under det amerikanska inbördeskriget, som utbryter i april samma år och varar till 1865. Även om CSA upplöses den 5 maj 1865 behåller Davis presidenttiteln till den 10 maj samma år, då han blir infångad av nordstatssoldater.
- 1862 – Sällskapet Concordia instiftas i Örebro, i syfte att samla personer, som vill föra en intellektuell och kulturell samvaro. Det existerar än idag (2025).
- 1908 – Kungliga Dramatiska Teaterns nya byggnad, ritad av arkitekten Fredrik Lilljekvist, vid Nybroplan i Stockholm, invigs med uppförande av August Strindbergs pjäs ”Mäster Olof”. Dramaten har funnits sedan 1788, men då man har beslutat att riva den gamla teaterbyggnaden har den nya uppförts till en kostnad av 6,3 miljoner kronor, vilket är mer än dubbelt så mycket som man har räknat med. Finansieringen har emellertid säkrats genom ett lotteri, där man har fått in totalt 7 miljoner kronor.
- 1911 – Världens första officiella flygning med flygpost äger rum då den 23-årige piloten Henri Pequet flyger 6 500 brev från Allahabad i Brittiska Indien till Naini omkring en mil därifrån.
- 1930 – Den amerikanske astronomen Clyde Tombaugh upptäcker en nionde planet i solsystemet, vilken får namnet Pluto. Sedan man har upptäckt liknande himlakroppar utanför Plutos omloppsbana beslutar man 2006 att den inte ska räknas som planet, utan som dvärgplanet. Numera har den gett upphov till beteckningen plutoid.
- 1943 – Den tyske propagandaministern Joseph Goebbels håller under det pågående andra världskriget ett tal på sportpalatset i Berlin, vid en tid då den tyska krigslyckan håller på att vända. I talet ställer han tio frågor, för att mana på det tyska folket till än större ansträngningar i krigsinsatsen och propagerar bland annat för ”det totala kriget”, alltså att alla statens resurser ska läggas på krigföringen, vilket han hävdar blir ”det kortaste kriget” (”Totaler Krieg – Kürtzester Krieg”).
- 1952 – De båda ärkefienderna Grekland och Turkiet ansluter sig båda till den västliga försvarsalliansen Nato.
- 1960 – Olympiska vinterspelen 1960 invigs i Squaw Valley av vicepresident Richard Nixon. Spelen avslutas 28 februari.
- 1965 – Gambia blir självständigt från Storbritannien och därför är denna dag sedan dess landets nationaldag.
- 1977 – Det amerikanska systemet med rymdfärjor tas i bruk, då Enterprise genomför sitt första landningstest. När rymdfärjeprogrammet läggs ner 2011 har 133 flygningar genomförts med fem rymdfärjor, varav två har förolyckats.
- 1991 – Bert Karlsson avgår som partiledare för partiet Ny demokrati, endast två veckor efter att han har varit med om att grunda det. Partiledarskapet tas över av den andre grundaren Ian Wachtmeister, som förblir på posten till april 1994.
- 1997 – De svenska bankerna Sparbanken och Föreningsbanken går samman och bildar den nya storbanken Föreningssparbanken, som 2006 byter namn till Swedbank.
- 2003 – Kim Dae-han sätter eld på en tunnelbanevagn på en station i den sydkoreanska staden Daegu, varvid 198 människor (inklusive förövaren) omkommer och 147 skadas.
- 2015 – Sveriges reporänta sänks till -0,1 %. Detta är första gången någonsin som Sveriges riksbank inför negativ reporänta.[3]

## Födda
- 1404 – Leon Battista Alberti, italiensk arkitekt, skulptör, guldsmed och konstteoretiker
- 1516 – Maria I, känd som Maria den blodiga, regerande drottning av England och Irland 1553–1558
- 1559 – Isaac Casaubon, fransk-schweizisk klassisk filolog
- 1602 – Per Brahe den yngre, svensk greve, Sveriges riksdrots 1640–1680
- 1609 – Edward Hyde, engelsk historiker och statsman
- 1635 – Johan Göransson Gyllenstierna, svensk greve, friherre och riksråd
- 1677 – Jacques Cassini, fransk astronom
- 1745 – Alessandro Volta, italiensk fysiker, uppfinnare av den elektriska kondensatorn
- 1751 – Adolf Ulrik Wertmüller, svensk konstnär
- 1780 – Aleksej Venetsianov, rysk målare
- 1803 – Camille Roqueplan, fransk målare
- 1827 – Henry W. Corbett, amerikansk republikansk politiker, senator för Oregon 1867–1873
- 1832 – Nathaniel P. Hill, amerikansk republikansk politiker, senator för Colorado 1879–1885
- 1838 – Ernst Mach, österrikisk fysiker
- 1844 – Carl Johan Dyfverman, svensk skulptör
- 1849 – Alexander Kielland, norsk författare
- 1860 – Anders Zorn, svensk konstnär
- 1862 – Hans Larsson, svensk filosof, ledamot av Svenska Akademien 1925–1944
- 1873 – Thomas F. Ford, amerikansk demokratisk politiker
- 1885 – Henri Laurens, fransk skulptör och grafiker
- 1890 – Earl Riley, amerikansk republikansk politiker
- 1895
  - Hermann Florstedt, tysk SS-officer, kommendant i koncentrationslägret Majdanek
  - Semjon Timosjenko, sovjetisk militär och marskalk
- 1896 – André Breton, fransk poet, surrealismens ledare och främste teoretiker
- 1898 – Enzo Ferrari, grundare av racingstallet och bilmärket Ferrari
- 1903 – Nikolaj Podgornyj, sovjetisk politiker, Sovjetunionens president 1965–1977
- 1905 – Gerhard Klopfer, tysk nazistisk politiker
- 1906 – Hans Asperger, österrikisk barnläkare som gav namn åt Aspergers syndrom
- 1912 – Bo Hederström, svensk skådespelare
- 1913 – Arthur Axmann, tysk nazistisk politiker
- 1915 – Phyllis Calvert, brittisk skådespelare
- 1919
  - Agneta Lagerfeldt, svensk skådespelare
  - Jack Palance, amerikansk skådespelare
- 1923 – Gunnar Höglund, svensk barnskådespelare, manusförfattare, producent och regissör
- 1925 – George Kennedy, amerikansk skådespelare
- 1927
  - Ulla Andreasson, svensk skådespelare
  - Richard A. Snelling, amerikansk republikansk politiker, guvernör i Vermont 1977–1985 och 1991
- 1928 – Eeva Kilpi, finländsk författare och poet
- 1929 – Len Deighton, brittisk författare
- 1931 – Toni Morrison, amerikansk författare, mottagare av Nobelpriset i litteratur 1993
- 1932 – Miloš Forman, tjeckisk-amerikansk filmregissör
- 1933
  - Gerhard Frey, tysk högerextrem politiker, grundare av och ordförande för partiet Tyska folkunionen
  - Yoko Ono, japansk-amerikansk musiker och konstnär, gift med John Lennon
  - Mary Ure, brittisk skådespelare
- 1934 – Paco Rabanne, fransk modeskapare
- 1936 – Jean M. Auel, amerikansk författare
- 1940 – Fabrizio De André, italiensk vispoet
- 1943 – K.G. Hammar, svensk teolog och kyrkoman, ärkebiskop i Uppsala stift 1997–2006
- 1945
  - Gunilla Gårdfeldt, svensk sångare och skådespelare
  - Judy Rankin, amerikansk golfspelare
- 1947 – Eliot Engel, amerikansk demokratisk politiker
- 1949 – Pat Fraley, amerikansk röstskådespelare
- 1950
  - John Hughes, amerikansk regissör, manusförfattare och filmproducent
  - Cybill Shepherd, amerikansk skådespelare
- 1952
  - Efva Attling, svensk fotomodell, musiker och smyckesformgivare
  - Randy Crawford, amerikansk jazz- och R&B-sångare
  - Juice Newton, amerikansk countrysångare
- 1954 – John Travolta, amerikansk skådespelare
- 1956
  - Ted Gärdestad, svensk artist
  - Christina Högman, svensk opera- och konsertsångare
- 1957
  - Vanna White, amerikansk skådespelare
  - Steve Womack, amerikansk republikansk politiker
- 1963 – Anders Frisk, svensk fotbollsdomare
- 1964 – Matt Dillon, amerikansk skådespelare
- 1965 – Andre Young, amerikansk musikproducent och rappare med artistnamnet Dr. Dre
- 1967 – Roberto Baggio, italiensk fotbollsspelare
- 1968 – Molly Ringwald, amerikansk skådespelare
- 1969 – Aleksandr Mogilnyj, rysk ishockeyspelare
- 1974 – Jevgenij Kafelnikov, rysk tennisspelare
- 1975 – Igor Dodon, moldavisk politiker, Moldaviens president 2016–2020
- 1976 – Tytti Tuppurainen, finländsk socialdemokratisk politiker
- 1977 – Ledina Çelo, albansk musiker
- 1981
  - Ericka Lorenz, amerikansk vattenpolospelare
  - Ebba von Sydow, svensk journalist, författare och chefredaktör
- 1988 – Maiara Walsh, amerikansk skådespelare
- 1994
  - Ulrik Munther, svensk sångare och låtskrivare
  - J-hope, sydkoreansk rappare och låtskrivare i bandet BTS
- 2005 – Oscar Fisker Mølgaard, dansk ishockeyspelare

## Avlidna
- 999 – Gregorius V, 26, född Bruno, påve sedan 996
- 1190 – Otto den rike, 64, markgreve av Meissen sedan 1156
- 1221 – Didrik den beträngde, 58, markgreve av Meissen sedan 1190
- 1274 – Jacob Erlandsen, dansk kyrkoman, ärkebiskop i Lunds stift sedan 1253
- 1294 – Khubilai khan, khan över Mongolväldet
- 1455 – Fra Angelico, omkring 60, italiensk renässanskonstnär
- 1527 – Peder Jakobsson, svensk kansler och kyrkoman, biskop i Västerås stift 1523, ledare för det första dalupproret (avrättad)
- 1546 – Martin Luther, 62, tysk munk och reformator
- 1564 – Michelangelo Buonarroti, 88, italiensk konstnär, skulptör, målare och arkitekt
- 1682 – Baldassare Longhena, 83 eller 84, italiensk barockarkitekt
- 1603 – Claude Catherine de Clermont, 60, fransk adelsdam och salongsvärdinna, guvernant till Frankrikes barn
- 1800 – Lars Benzelstierna, 80, svensk biskop i Västerås stift
- 1851 – Carl Gustav Jacob Jacobi, 46, tysk matematiker
- 1856 – Wilhelm von Biela, 73, österrikisk astronom och baron
- 1863 – James Harlan, 62, amerikansk politiker, kongressledamot 1835–1839
- 1874 – Louis Wigfall, 57, amerikansk politiker och general, senator för Texas 1859–1861
- 1899 – Sophus Lie, 56, norsk matematiker
- 1909 – Victoria Bundsen, 69, svensk operasångare
- 1915 – Frank James, 72, amerikansk brottsling
- 1931
  - Frank Emerson, 48, amerikansk republikansk politiker, guvernör i Wyoming från 1927
  - Milan Šufflay, 51, kroatisk historiker och politiker
- 1940 – Rudy Wiedoeft, 47, amerikansk saxofonist
- 1960 – Per Hallström, 93, svensk författare, ledamot av Svenska Akademien sedan 1908, dess ständige sekreterare 1931–1941
- 1967 – Robert Oppenheimer, 62, amerikansk kärnfysiker, ledare för atombombsprojektet Manhattanprojektet
- 1968 – Alice O'Fredericks, 68, svensk-dansk skådespelare, scripta, manusförfattare och regissör
- 1981
  - Gösta "Snoddas" Nordgren, 54, svensk sångare, flottare och bandyspelare
  - Gustaf Gullman, 83, svensk organist, körledare och tonsättare
- 1986 – Jiddu Krishnamurti, 90, indisk filosof
- 1987 – Märta Reiners, 86, svensk operasångare
- 1990 – Tor Isedal, 65, svensk skådespelare
- 1997 – Sven Lykke, 79, norsk-svensk skådespelare, sångare, dansare, koreograf, kompositör och sångtextförfattare
- 1999 – Olle Nordemar, 84, svensk filmfotograf, producent, regissör och manusförfattare
- 2001 – Balthus, 92, fransk målare
- 2008 – Alain Robbe-Grillet, 85, fransk författare och filmskapare
- 2009
  - Viking Björk, 90, svensk kirurg
  - Kamila Skolimowska, 26, polsk släggkastare, OS-guld 2000
- 2013 – Otfried Preussler, 89, tysk barnboksförfattare
- 2014
  - Mavis Gallant, 91, kanadensisk författare
  - Gunvor Sandkvist, 90, finländsk skådespelare
- 2015
  - Cass Ballenger, 88, amerikansk republikansk politiker
  - Claude Criquielion, 58, belgisk tävlingscyklist
  - Hans F. Zacher, 86, tysk jurist och akademiker
- 2018 – Günter Blobel, 81, tysk biokemist, mottagare av Nobelpriset i fysiologi eller medicin 1999
- 2020 – Einar Heckscher, 81, svensk författare och översättare
- 2025
  - Gene Hackman, 95, amerikansk skådespelare
  - Sven-Arne Hökenström, 77, svensk graffitipionjär och konstnär.

## Svenska kalendern
I den svenska kalendern fanns inte 18–28 februari år 1753.